# Aulacidea pilosellae
Aulacidea pilosellae är en stekelart som först beskrevs av Jean-Jacques Kieffer 1901.  Aulacidea pilosellae ingår i släktet Aulacidea och familjen gallsteklar. Arten är reproducerande i Sverige. Inga underarter finns listade.